# Acontia triangulum
Acontia triangulum là một loài bướm đêm trong họ Noctuidae.